# David Eick
David Eick (1968) è un produttore televisivo e sceneggiatore statunitense.
È noto in particolare per aver prodotto la serie Hercules (Hercules: The Legendary Journeys, 1995-1998) e i film per la televisione che l'hanno preceduta, in cui l'eroe della mitologia romana Hercules viene interpretato da Kevin Sorbo. È inoltre celebre per aver prodotto la serie televisiva Battlestar Galactica (2004-2009) e i film e miniserie televisive spin-off della stessa. Ha inoltre prodotto la serie televisiva Bionic Woman (2007), remake della celebre serie televisiva La donna bionica (The Bionic Woman, 1976-1978), parte del franchise di fantascienza L'uomo da sei milioni di dollari.

## Biografia
David Eick si laurea presso l'Università di Redlands, in California, nel 1990, con una laurea in scienze politiche e una specializzazione in amministrazione aziendale.
Nel 2003, David Eick e Ronald D. Moore sviluppano e producono la serie televisiva Battlestar Galactica, remake della serie televisiva Galactica (Battlestar Galactica) trasmessa tra il 1978 e il 1979. Originalmente creato come una miniserie in due puntate con lo stesso nome, diretta da Michael Rymer, per Sci-Fi Channel, il remake viene acclamato dalla critica e dà origine alla serie televisiva durata quattro stagioni, vincendo numerosi premi, tra cui 18 candidature agli Emmy, di cui 4 premi vinti, un Saturn Award per la miglior serie televisiva di fantascienza e l'ambito Peabody Award che le riconosce "risultati illustri e servizio meritorio". La serie ha anche vinto due American Film Institute Award, nel 2005 e nel 2006, per il suo "contributo all'eredità culturale americana" ed è stata onorato nel 2009 dalle Nazioni Unite. Nel 2013, la Writers Guild of America ha inserito Battlestar Galactica nella sua lista delle 101 migliori serie televisive di tutti i tempi.
Nel 2007 David Eick riporta in vita il personaggio di Jaime Sommers, che negli anni si è rivelato un'influente icona femminista della fantascienza televisiva nell'interpretazione datane da Lindsay Wagner, producendo una serie remake e reboot della serie La donna bionica (The Bionic Woman, 1976-1978), dando così vita alla serie televisiva Bionic Woman, di cui è stato il produttore esecutivo assieme a Laeta Kalogridis e Jason Smilovic. La donna bionica era originalmente uno spin-off della serie televisiva L'uomo da sei milioni di dollari e parte del franchise omonimo, tratto a sua volta dal romanzo Cyborg, scritto da Martin Caidin nel 1972 e che aveva già dato vita a tre film per la televisione "piloti". La serie è stata realizzata per l'emittente televisiva NBC, che aveva già trasmesso la terza stagione della serie originale ed era in possesso dei diritti televisivi del titolo. A interpretare il personaggio protagonista viene ingaggiata l'attrice britannica Michelle Ryan e il personaggio di Jaime Sommers viene radicalmente ridisegnato: le sue origini, la sua professione, la sua biografia e in parte anche la tecnologia bionica, vengono completamente riscritti. Jaime non è più una campionessa di tennis, ma una barista di San Francisco originaria dell'Iowa, dotata di protesi cibernetiche che le conferiscono forza e poteri superiori, che viene assunta come agente segreto da un'organizzazione antiterroristica. Nella serie compaiono diversi attori protagonisti di un'altra celebre serie televisiva prodotta da Eick, Battlestar Galactica, tra cui Katee Sackhoff, Callum Keith Rennie, Mark Sheppard e Aaron Douglas. Dopo il successo iniziale dei primi episodi della serie, tuttavia, gli ascolti sono progressivamente diminuiti, a questo si è aggiunto lo sciopero del sindacato degli sceneggiatori e alcuni problemi sorti tra gli autori della serie. Sono così stati trasmessi solo otto episodi e nel marzo 2008 la NBC ha ufficialmente cancellato la serie.
Nel 2008, la società di produzione David Eick Productions ha firmato un accordo globale con la NBC.

## Filmografia

### Attore
- Sci Fi Inside: Sci Fi Friday - documentario TV (2005)
- Battlestar Galactica: Revealed - cortometraggio documentario (2008)
- Biography - serie TV, 1 episodio (2008)
- Battlestar Galactica: Cylons - The Twelve - cortometraggio documentario direct-to-video (2009)
- Battlestar Galactica: ...And They Have a Plan - cortometraggio documentario direct-to-video (2009)
- Battlestar Galactica: The Journey Ends - The Arrival - cortometraggio documentario direct-to-video (2009)

### Produttore

#### Cinema
- Darkman II - Il ritorno di Durant (Darkman II: The Return of Durant), regia di Bradford May - direct-to-video (1995)
- Darkman III - Darkman morirai (Darkman III: Die Darkman Die), regia di Bradford May - direct-to-video (1996)
- Battlestar Galactica - The Plan (The Plan), regia di Edward James Olmos - direct-to-video (2009)

#### Televisione
- Mantide (M.A.N.T.I.S.), regia di Eric Laneuville - film TV (1994)
- Hercules e le donne amazzoni (Hercules and the Amazon Women), regia di Bill Norton - film TV (1994)
- Hercules e il regno perduto (Hercules: The Legendary Journeys - Hercules and the Lost Kingdom), regia di Harley Cokeliss - film TV (1994)
- Hercules e il cerchio infuocato (Hercules: The Legendary Journeys - Hercules and the Circle of Fire), regia di Doug Lefler - film TV (1994)
- Hercules nell'inferno degli dei (Hercules in the Underworld), regia di Bill Norton - film TV (1994)
- Hercules nel labirinto del Minotauro (Hercules in the Maze of the Minotaur), regia di Josh Becker - film TV (1994)
- American Gothic - serie TV, 22 episodi (1995-1998)
- Hercules (Hercules: The Legendary Journeys) - serie TV, 16 episodi (1995-1998)
- Spy Game - serie TV, 13 episodi (1997-1998)
- Cover Me: Based on the True Life of an FBI Family - serie TV, 14 episodi (2000-2001)
- The Agency - serie TV, 5 episodi (2001-2002)
- Battlestar Galactica, regia di Michael Rymer - miniserie TV, 2 puntate (2003)
- Battlestar Galactica: The Lowdown - cortometraggio documentario (2003)
- Battlestar Galactica - serie TV, 74 episodi (2004-2009)
- Battlestar Galactica: The Resistance, regia di Wayne Rose - miniserie TV, 10 puntate (2006)
- The Gathering, regia di Bill Eagles - miniserie TV, 2 puntate (2007)
- Battlestar Galactica: Razor Flashbacks, regia di Wayne Rose e Félix Enríquez Alcalá - miniserie TV, 7 puntate (2007)
- Battlestar Galactica - Razor (Battlestar Galactica: Razor), regia di Félix Enríquez Alcalá - film TV (2007)
- Bionic Woman - serie TV, 9 episodi (2007)
- Them, regia di Jonathan Mostow - film TV (2007)
- Battlestar Galactica: The Face of the Enemy, regia di Wayne Rose - miniserie TV, 10 puntate (2008-2009)
- The Philantropist - serie TV, episodio 1x01 (2009)
- Caprica - serie TV, 17 episodi (2010)
- Battlestar Galactica: Blood & Chrome, regia di Jonas Pate - film TV (2012)
- Touch - serie TV, 13 episodi (2013)
- Houdini - regia di Uli Edel - miniserie TV, puntata 2 (2014)
- Falling Skies - serie TV, 22 episodi (2014-2015)
- Beyond - serie TV, 10 episodi (2016-2017)
- Reckoning - serie TV, episodio 1x01 (2019)

### Sceneggiatore
- Battlestar Galactica - serie TV, 5 episodi (2005-2006)
- Bionic Woman - serie TV, episodio 1x03 (2007)
- Them, regia di Jonathan Mostow - film TV (2007)
- Battlestar Galactica: Blood & Chrome, regia di Jonas Pate - film TV (2012)
- Touch - serie TV, episodio 2x07 (2013)
- Falling Skies - serie TV, 4 episodi (2014-2015)
- Beyond - serie TV, episodio 2x08 (2018)

## Trasmissioni televisive
- Square Off - talk-show (2006) - ospite
- Scream Awards 2009, regia di Hamish Hamilton - speciale TV (2009) - ospite
- Syfy 20th Anniversary Special, regia di David Stephan - speciale TV (2012) - ospite

## Riconoscimenti
- Primetime Emmy Awards
  - 2008 - Classe speciale eccezionale - Programmi di intrattenimento dal vivo di breve formato per Battlestar Galactica: Razor Flashbacks (condiviso con Ronald D. Moore e Harvey Frand)
  - 2009 - Candidatura alla Classe speciale eccezionale - Programmi di intrattenimento dal vivo di breve formato per Battlestar Galactica: The Face of the Enemy (condiviso con Ronald D. Moore, Jane Espenson e Harvey Frand)